# تترامتیل‌پیپریدید لیتیوم
تترامتیل‌پیپریدید لیتیوم (به انگلیسی: Lithium tetramethylpiperidide) یک ترکیب شیمیایی با شناسه پاب‌کم ۱۱۰۵۱۸۱۴ است. 